# Amérique anglo-saxonne
Pour les articles homonymes, voir Amérique (homonymie).
 (octobre 2021).
Si vous disposez d'ouvrages ou d'articles de référence ou si vous connaissez des sites web de qualité traitant du thème abordé ici, merci de compléter l'article en donnant les références utiles à sa vérifiabilité et en les liant à la section « Notes et références ».

L’Amérique anglo-saxonne

Le terme Amérique anglo-saxonne (en anglais : Anglo-America) est utilisé pour décrire les régions des Amériques dans lesquelles l'anglais est la langue principale, et qui possèdent une histoire et une culture liées au Royaume-Uni. Elle regroupe notamment les États-Unis, le Canada, la Barbade, le Trinité-et-Tobago, le Guyana, le Belize et plusieurs autres. 
Le Québec, en entier [citation nécessaire], bien que majoritairement francophone, fait partie de l'Amérique anglophone pour des raisons culturelles, historiques, économiques, géographiques ou simplement car cette région appartient au Canada anglophone. 
L'Amérique anglo-saxonne se distingue notamment de l'Amérique latine, une région de l'Amérique où les langues romanes telles l'espagnol et le portugais sont dominantes, et de l'Amérique française où le français est la langue principale.